# Theodor Adorno
Theodor Wiesengrund Adorno (Frankfurt, Hesse-Nassau, Prússia, Imperi Alemany, 11 de setembre del 1903 - Visp, Valais, Suïssa, 6 d'agost del 1969) fou un filòsof, musicòleg i sociòleg alemany, així com un dels representants més importants de la teoria crítica de l'Escola de Frankfurt i de la filosofia marxista. Estudià filosofia amb Cornelius i Kracauer, música amb Schönberg i Berg, i desenvolupà la sociologia crítica amb Horkheimer i altres membres de l'Escola de Frankfurt.

## Biografia
Adorno era fill únic d'una família burgesa benestant de Frankfurt. El seu pare (Oscar Alexander Wiesengrund) era comerciant de vins i la seva mare (Maria Calvelli-Adorno) era cantant. Aquesta última i la seva germana Agatha (que era una pianista de talent) es feren càrrec de la formació musical de Theodor durant la seva infantesa. Assistí al Kaiser Wilhelm Gymnasium, on destacà com a excel·lent estudiant. Durant la seva joventut, conegué Sigfried Kracauer, amb qui mantingué una estreta amistat, malgrat que aquest era catorze anys més gran. Junts llegiren la Crítica de la raó pura de Kant, experiència que marcà Adorno en la seva formació intel·lectual.
Després de graduar-se amb mèrits al Gymnasium, Adorno entrà a la Universitat de Frankfurt, on estudià filosofia, sociologia, psicologia i música. El 1924, obtingué el títol amb un treball sobre Edmund Husserl. Mentrestant, escrigué diversos assajos de crítica musical. Durant un temps, el jove Adorno considerà la possibilitat de dedicar-se a la música com a compositor i crític. El 1925, viatjà a Viena, on estudià composició amb Alban Berg, i freqüentà uns altres compositors importants de la Segona Escola de Viena, com Anton Webern i Arnold Schönberg. Les teories d'aquest últim sobre l'atonalitat foren fonamentals per a la formulació de la idea d'Adorno de la nova música, que desenvolupà en molts dels seus assajos. En els assajos sobre música, Adorno lligava la forma musical amb complexos conceptes filosòfics, la qual cosa els feia molt exigents en termes intel·lectuals. Les implicacions conceptuals de la nova música no eren compartides pels protagonistes de l'Escola de Viena, raó per la qual Adorno decidí de tornar a Frankfurt i abandonar la carrera musical.
A Viena, Adorno també conegué uns altres intel·lectuals amb interessos no necessàriament lligats als cercles musicals. Assistí a les xerrades de Karl Kraus, el famós autor de sàtires vienès, i conegué Georg Lukács, la Teoria de la novel·la del qual havia impactat Adorno a la universitat. De tornada a Frankfurt, treballà en la seva tesi doctoral sota la direcció de Hans Cornelius. Finalment, el 1931, obtingué la venia legendi (el diploma que l'acreditava com a professor) amb el treball Kierkegaard: Konstruktion des Ästhetischen.
El 1933, s'incorporà a l'Institut für Sozialforschung (Institut per a la Investigació Social), adscrit a la Universitat de Frankfurt, d'inspiració marxista, on tingué entre altres alumnes al compositor alemany Hans Ulrich Engelmann, però ben aviat hagué d'abandonar el país, fugint del nazisme. Entre 1934 i 1938 va ser alumne del Merton College de la Universitat d'Oxford. Després de residir en diverses ciutats, s'establí finalment a Nova York, on continuà treballant en col·laboració amb un altre membre de l'Institut, Max Horkheimer. El resultat d'aquesta col·laboració, Dialèctica de la il·lustració (1944 - 1947), sembla que reflecteix el cop moral que comportà la guerra, ja que posa en dubte la viabilitat de qualsevol projecte emancipador, com el que propugnava l'Institut, en descriure les contradiccions internes de la raó. El 1949, tornà a Alemanya. Assumí el càrrec de director de l'Institut, on va impartir classes al també filòsof Rüdiger Safranski. La seva filosofia continuà en la línia d'una anàlisi del racionalisme com a instrument, a la vegada, de llibertat i de domini, i d'una crítica de la societat capitalista com a restricció de les formes de pensament i d'acció. A aquest període, corresponen la Dialèctica negativa (1966) i la seva obra pòstuma, Teoria estètica (1970).
Des d'un vessant més polític es considera que dins de l'Escola de Frankfurt, Adorno ocupava una postura "centrista" entre Horkheimer i Marcuse.
L'any 2005, es va celebrar un Congrés Adorno a Palma, organitzat per la Universitat de les Illes Balears.
Adorno fou amic de Walter Benjamin, les obres del qual edità amb G. Scholem.

## Obres
Entre les seves contribucions més destacades a la filosofia, hom pot assenyalar la ja mencionada Dialèctica de la Il·lustració, en col·laboració amb Horkheimer, obra el nucli fonamental de la qual és la crítica al projecte racionalista portat fins a l'extrem. D'acord amb aquesta tesi, els excessos del racionalisme a ultrança, quadriculat i tancat, han acabat conduint a una deïficació de la «raó instrumental», és a dir, a una raó que s'aplica als mitjans (la tecnologia, l'entramat industrial, la societat administrada —verwaltete Welt—, etc.), però que ha perdut completament de vista els fins essencials que ha de perseguir l'ésser humà i als quals hauria de restar subordinada.
Una altra de les obres bàsiques d'Adorno és la Dialèctica negativa, que pot considerar-se el vaixell insígnia de tot el seu sistema filosòfic. El que ell proposa com a dialèctica negativa és una forma de dialèctica que tracta de sortir-se'n de l'esquema hegelià clàssic, l'esquema de diàleg entre oposats en peu d'igualtat, per subratllar-ne aquells aspectes negatius, els elements no resolts de la història, allò que no té nom, els desafavorits... Així, ja no estem enfront d'una dialèctica tradicional i fins a un cert punt neutra, sinó que s'apunta clarament a una banda determinada de la balança; sobretot, pretén desmarcar-se dels plantejaments tancats de la tesi i l'antítesi, amb la qual cosa —molt en la via ja iniciada pel seu col·lega i mestre Walter Benjamin— s'apel·la a un cert nivell de transcendència, que se situa al marge de la cadena lògica de la dialèctica tradicionalment considerada.
Les seves obres més importants són:
- La dialèctica de la Il·lustració. Redactada amb Max Horkheimer.
- Mínima moràlia. Aforismes filosòfics que tracten de la (seva) "vida danyada".
- Dialèctica negativa. Obra filosòfica cabdal en la qual fa una crítica a les orientacions idealistes i fenomenològiques.

Les seves obres han estat editades per l'editorial Suhrkamp de Frankfurt (Gesammelte Schriften, 20 vols.) —en procés de traducció al castellà en Editorial Akal. També Suhrkamp està editant una sèrie d'obres pòstumes (correspondència, lliçons a Frankfurt, etc.).
En català han estat traduïdes les obres següents:
- Sociologia i psicologia. València: Tres i Quatre, 1998, col. "Quaderns".
- Notes de literatura. Trad. de Robert Caner Liese. Barcelona: Columna, 2002.
- L'assaig com a forma. Trad. de Gustau Muñoz. València: PUV, 2004, col. "Breviaris".
- Educar després d'Auschwitz. Revista L'Espill, núm. 24, 2006.

## Influències intel·lectuals
Com la majoria dels teòrics de l'Escola de Frankfurt, Adorno va ser influenciat per les obres de Hegel, Marx i Freud. Les seves principals teories van fascinar molts intel·lectuals d'esquerra a la primera meitat del segle xx. Lorenz Jäger parla críticament del «taló d'Aquil·les» d'Adorno a la seva biografia política: que Adorno va dipositar «una confiança gairebé il·limitada en els ensenyaments acabats, en el marxisme, la psicoanàlisi i els ensenyaments de la Segona Escola vienesa».

### Hegel
L'adopció d'Adorno de la filosofia hegeliana es remunta a la seva conferència inaugural el 1931, en la qual postulava: «només dialècticament em sembla possible la interpretació filosòfica» (Gesammelte Schriften 1: 338). Hegel va rebutjar la idea de separar mètodes i continguts, perquè pensar sempre és pensar en alguna cosa; la dialèctica per a ell és "el moviment comprès de l'objecte mateix". Com Gerhard Schweppenhäuser, Adorno va adoptar aquesta afirmació com a pròpia, i va basar el seu pensament en una de les categories bàsiques hegelianes, la negació determinada, segons la qual quelcom no es nega abstractament i es dissol en zero, sinó que es conserva en un nou concepte més ric pel seu contrari.
Adorno va entendre els seus Tres Estudis de Hegel com «la preparació d'una definició canviada de la dialèctica" i que s'aturen "on hauria de ser el començament» (Gesammelte Schriften 5: 249 ss.). Adorno es va dedicar a aquesta tasca en una de les seves grans obres posteriors, la Dialèctica negativa (1966). El títol expressa "tradició i rebel·lió a parts iguals". A partir de la dialèctica especulativa de la raó hegeliana, Adorno va desenvolupar la seva pròpia dialèctica «negativa» del «no idèntic».

### Karl Marx
La crítica de Marx a l'economia política va donar forma clarament al pensament d'Adorno. Tal com descriu Jürgen Habermas, la crítica marxista és, per a Adorno, una "ortodòxia silenciosa, les categories de la qual [es revelen] en la crítica cultural d'Adorno, encara que la seva influència no s'anomena explícitament". La influència de Marx sobre Adorno va venir per primera vegada a través de la Història i la consciència de classe de György Lukács ('Geschichte und Klassenbewußtsein'); d'aquest text, Adorno va prendre les categories marxistes de fetitxisme de mercaderies i reification. Aquests estan estretament relacionats amb el concepte de comerç d'Adorno, que es troba al centre de la seva filosofia, no només restringit a la teoria econòmica. La «societat d'intercanvi» d'Adorno ('Tauschgesellschaft'), amb el seu «apetit insaciable i destructiu per l'expansió», es descodifica fàcilment com a descripció del capitalisme. A més, el concepte marxista d'ideologia és central per a Adorno.
La teoria de classes, que apareix amb menys freqüència a l'obra d'Adorno, també té els seus orígens en el pensament marxista. Adorno va fer referència explícita a la classe en dos dels seus textos: el primer, el subcapítol «Classes i estrats» ('Klassen und Schichten'), de la seva Introducció a la sociologia de la música; el segon, un assaig inèdit de 1942, "Reflexions sobre la teoria de classes", publicat postmortem a les seves Obres col·leccionades.

### Sigmund Freud
La psicoanàlisi és un element constitutiu de la teoria crítica. Adorno va llegir l'obra de Sigmund Freud ben aviat, encara que, a diferència d'Horkheimer, mai havia experimentat la psicoanàlisi a la pràctica. Va llegir per primera vegada Freud mentre treballava en la seva tesi d'habilitació inicial (retirada), El concepte de l'inconscient en la teoria transcendental de la ment (1927). En ella, Adorno argumentava que "la curació de totes les neurosis és sinònim de la comprensió completa del significat dels seus símptomes per part del pacient". En el seu assaig "Sobre la relació entre la sociologia i la psicologia" (1955), va justificar la necessitat de "complementar la teoria de la societat amb la psicologia, especialment la psicologia social d'orientació analítica" davant el feixisme. Adorno va destacar la necessitat d'investigar els impulsos psicològics predominants per explicar la cohesió d'una societat repressiva que actua contra els interessos humans fonamentals.
Adorno es va mantenir sempre partidari i defensor de la doctrina ortodoxa freudiana, "la psicoanàlisi en la seva forma estricta". Des d'aquesta posició, va atacar a Erich Fromm i més tard a Karen Horney a causa del seu revisionisme. Va expressar reserves sobre la psicoanàlisi sociologitzada així com sobre la seva reducció a un procediment terapèutic.

## Els mètodes sociològics d'Adorno
Com Adorno creia que la sociologia ha de ser auto-reflexiva i autocrítica, també creia que el llenguatge que utilitza el sociòleg, com el llenguatge de la persona normal, és un constructe polític en gran manera que utilitza, sovint sense reflexió, conceptes instal·lats per classes dominants i estructures socials (com la nostra noció de "desviació" que inclou tant individus genuïnament desviats com "buscadors" que operen per sota de les normes socials perquè no tenen el capital per operar a sobre: per a una anàlisi d'aquest fenomen, vegeu Llibre de Pierre Bourdieu El pes del món). Va considerar que els que estaven al capdavant de l'Institut havien de ser la font principalment de les teories per a l'avaluació i les proves empíriques, així com persones que processessin els "fets" descoberts... inclosa la revisió de teories que es van trobar falses. Per exemple, en un assaig publicat a Alemanya sobre el retorn d'Adorno dels EUA, i reimpres a la col·lecció d'assaigs de Critical Models (ISBN 0-231-07635-5), Adorno va elogiar l'igualitarisme i l'obertura de la societat nord-americana a partir de la seva estada a Nova York i la zona de Los Angeles entre 1935 i 1955: "Característica de la vida a Amèrica […] és un moment de pau, bondat i generositat". ("Dem amerikanischen Leben eignet […] ein Moment von Friedlichkeit, Gutartigkeit und Großzügigkeit".)
Un exemple del xoc de la cultura intel·lectual i els mètodes d'Adorno es pot trobar a Paul Lazarsfeld, el sociòleg nord-americà per a qui Adorno va treballar a finals dels anys trenta després de fugir de Hitler. Tal com explica Rolf Wiggershaus a The Frankfurt School, Its History, Theories and Political Significance (MIT 1995), Lazarsfeld va ser el director d'un projecte, finançat i inspirat per David Sarnoff (el cap de RCA), per descobrir tant el tipus de música que agradava als oients de ràdio i maneres de millorar el seu "gust", de manera que RCA pogués emetre amb profit música més clàssica. Lazarsfeld, però, va tenir problemes tant amb l'estil en prosa de l'obra que Adorno va lliurar com amb el que Lazarsfeld pensava que era la "manca de disciplina d'Adorno en... la presentació".
El mateix Adorno va proporcionar la següent anècdota personal:
| « | El que vull dir per consciència cosificada, puc il·lustrar —sense uns elaborada contemplació filosòfica— més simplement amb una experiència americana. Entre els companys que canviaven sovint que em va proporcionar el projecte Princeton, hi havia una jove. Al cap d'uns dies, ella havia agafat confiança en mi i em va preguntar molt amablement: "Doctor Adorno, li importaria una pregunta personal?". Vaig dir: "Depèn de la pregunta, però endavant", i ella va continuar: "Si us plau, digues-me: ets extrovertit o introvertit?". Era com si ella, com a ésser viu, ja pensés segons el model de preguntes de resposta múltiple dels qüestionaris. | » |

### Obra original publicada en vida
- Kierkegaard: Konstruktion des Ästhetischen. Tübingen, 1933.
- Willi Reich (ed.): Alban Berg. Amb escrits de Berg mateix i contribucions de Theodor Wiesengrund-Adorno i Ernst Krenek. Viena, Leipzig, Zúric, 1937.
- Max Horkheimer, Theodor W. Adorno: Dialektik der Aufklärung: Philosophische Fragmente. Amsterdam, 1947
- Philosophie der neuen Musik. Tübingen, 1949.
- Theodor W. Adorno, Else Frenkel-Brunswik, Daniel J. Levinson, R. Nevitt Sanford: The Authoritarian Personality. Nova York, 1950, publicat pòstumament a Alemanya sota el títol Studien zum autoritären Charakter. Frankfurt del Main, 1973
- Minima Moralia: Reflexionen aus dem beschädigten Leben. Berlín, Frankfurt del Main, 1951
- Versuch über Wagner. Berlín, Frankfurt del Main, 1952.
- Prismen: Kulturkritik und Gesellschaft. Berlín, Frankfurt del Main, 1955.
- Zur Metakritik der Erkenntnistheorie: Studien über Husserl und die phänomenologischen Antinomien. Stuttgart, 1956.
- Dissonanzen: Musik in der verwalteten Welt. Göttingen, 1956.
- Aspekte der Hegelschen Philosophie. Berlín, Frankfurt del Main., 1957.
- Noten zur Literatur I. Berlín, Frankfurt del Main, 1958.
- Klangfiguren: Musikalische Schriften I. Berlín, Frankfurt del Main, 1959.
- Mahler. Eine musikalische Physiognomik. Frankfurt del Main, 1960.
- Noten zur Literatur II. Frankfurt del Main, 1961.
- Einleitung in die Musiksoziologie: Zwölf theoretische Vorlesungen. Frankfurt del Main, 1962.
- Max Horkheimer, Theodor W. Adorno: Sociologica II: Reden und Vorträge. Frankfurt del Main, 1962.
- Drei Studien zu Hegel. Frankfurt del Main, 1963.
- Eingriffe. Neun kritische Modelle. Frankfurt del Main, 1963.
- Der getreue Korrepetitor: Lehrschriften zur musikalischen Praxis. Frankfurt del Main, 1963.
- Quasi una fantasia: Musikalische Schriften II. Frankfurt del Main, 1963.
- Moments musicaux: Neu gedruckte Aufsätze, 1928–1962. Frankfurt del Main, 1964.
- Jargon der Eigentlichkeit: Zur deutschen Ideologie. Frankfurt del Main, 1964
- Noten zur Literatur III. Frankfurt del Main, 1965.
- Negative Dialektik. Frankfurt del Main, 1966
- Ohne Leitbild: Parva Aesthetica. Frankfurt del Main, 1967.
- Berg: Der Meister des kleinsten Übergangs. Viena, 1968.
- Impromptus: Zweite Folge neu gedruckter musikalischer Aufsätze. Frankfurt del Main, 1968.
- Sechs kurze Orchesterstücke op. 4 <1929>. Milà, 1968.
- Theodor W. Adorno, Hanns Eisler: Komposition für den Film. Múnic, 1969.
- Stichworte: Kritische Modelle 2. Frankfurt del Main, 1969.

### Obra pòstuma
- Ästhetische Theorie. Editat per Gretel Adorno i Rolf Tiedemann. Frankfurt del Main, 1970.
- Über Walter Benjamin. Editat i anotat per Rolf Tiedemann. Frankfurt del Main, 1970.
- Noten zur Literatur IV. Editat per Rolf Tiedemann. Frankfurt del Main, 1974.
- Der Schatz des Indianer-Joe: Singspiel nach Mark Twain. Editat per Rolf Tiedemann i acompanyat d'un epíleg seu. Frankfurt del Main, 1979.
- Beethoven: Philosophie der Musik: Fragmente und Texte. Editat per Rolf Tiedemann. Frankfurt del Main, 1993.
- Zu einer Theorie der musikalischen Reproduktion: Aufzeichnungen, ein Entwurf und zwei Schemata. Editat per Henri Lonitz. Frankfurt del Main 2001.
- Ästhetik (1958/59). Editat per Eberhard Ortland. Frankfurt del Main 2009.
- Ontologie und Dialektik <1960/61>. Editat per Rolf Tiedemann. Frankfurt del Main 2002.
- Probleme der Moralphilosophie <1963>. Editat per Thomas Schröder. Frankfurt del Main, 1996.
- Zur Lehre von der Geschichte und von der Freiheit <1964/65>. Editat per Rolf Tiedemann. Frankfurt del Main 2001.
- Metaphysik. Begriff und Probleme <1965>. Editat per Rolf Tiedemann. Frankfurt del Main, 1998.
- Vorlesung über Negative Dialektik: Fragmente zur Vorlesung, 1965/66. Editat per Rolf Tiedemann. Frankfurt del Main 2003.
- Traumprotokolle. Editat per Christoph Gödde i Henri Lonitz. Epíleg de Jan Philipp Reemtsma. Frankfurt del Main 2005.
- Current of Music: Elements of a Radio Theory. Editat per Robert Hullot-Kentor. Frankfurt del Main 2006.
- Komposition für den Film. Amb un epíleg de Johannes C. Gall i un DVD anomenat "Hanns Eislers Rockefeller-Filmmusik-Projekt" a càrrec de la Internationale Hanns Eisler Gesellschaft. Editat per Johannes C. Gall. Frankfurt del Main 2006.
- Aspekte des neuen Rechtsradikalismus: Ein Vortrag. Berlín 2019.
- Bemerkungen zu ›The Authoritarian Personality‹ und weitere Texte. Editat per Eva-Maria Ziege, Berlín 2019.
- Vorträge, 1949–1968. Editat per Michael Schwarz. Berlín 2019.
- Zur Bekämpfung des Antisemitismus heute: Ein Vortrag. Amb un epíleg de Jan Philipp Reemtsma. Berlín 2024.

### Edicions completes i antologies
- Gesammelte Schriften. Editat per Rolf Tiedemann amb la col·laboració de Gretel Adorno, Susan Buck-Morss i Klaus Schultz. Publicat en vint volums. Primera edició a Frankfurt del Main, 1970–1980. Edició revisada de butxaca publicada a Frankfurt del Main, 1997. Publicada amb la llicència de la Wissenschaftliche Buchgesellschaft a Darmstadt, 1998. Edició electrònica, revisada i ampliada, publicada en CD-ROM al vol. 97 de la Digitale Bibliothek de Directmedia i Suhrkamp (Berlín, 2003).
- Nachgelassene Schriften. Frankfurt del Main, 1993 i anys successius.
- Eine Auswahl. Editat per Rolf Tiedemann. Frankfurt del Main, 1971.
- Kritik: Kleine Schriften zur Gesellschaft. Editat per Rolf Tiedemann. Frankfurt del Main, 1971.
- Philosophie und Gesellschaft. Cinc assaigs triats per Rolf Tiedemann i acompanyats d'un epíleg seu. Stuttgart, 1984.
- „Ob nach Auschwitz noch sich leben lasse.“ Ein philosophisches Lesebuch. Editat per Rolf Tiedemann. Frankfurt del Main, 1997.
- Aufarbeitung der Vergangenheit: Reden und Gespräche. Selecció i paratext de Rolf Tiedemann. Múnic, 1999.
- Kompositionen. Vols. 1-2. Editat per Heinz-Klaus Metzger i Rainer Riehn. Múnic, 1980.
- Kompositionen. Vol. 3: Kompositionen aus dem Nachlass. Editat per Maria Luisa Lopez-Vito i Ulrich Krämer. Múnic 2007.
- Klavierstücke. Editat per Maria Luisa Lopez-Vito, amb un epíleg per Rolf Tiedemann. Múnic 2001.

### Obres traduïdes al català
- Notes de literatura. Selecció, pròleg, traducció i notes de Robert Caner-Liese, amb la col·laboració d'Anna Montané. Barcelona. Columna, 2001.
- Minima moralia: reflexions des de la vida deteriorada. Trad. de Joan Ferrarons. Barcelona: Arcàdia, 2024.